# Aigner-backen
Aigner-backen (tyska: Aigner-Schanze) är en backhoppningsbacke i Hinzenbach, Österrike och en del av Energie AG-Skisprung Arena.
Hoppbackar har existerat i området i Hinzenbach sedan 1930-talet, men backarna har rivits och byggts upp på nytt ett antal gånger sedan dess. De små backarna i arenan (K-40 och K-20) byggdes 1980. Konstruktionen av K-85 backen inleddes våren 2006 med en budget på 1,6 miljoner euro. Efter många förseningar stod backen klar i oktober 2010 till en total kostnad av 5,2 miljoner euro. Sedan dess har världscupen i backhoppning för kvinnor och Grand Prix i backhoppning för herrar arrangerats nästan varje år. 
De österrikiska mästerskapen avgjordes här år 2018 i backhoppning och nordisk kombination. Michael Hayböck vann på herrsidan, Eva Pinkelnig på damsidan och Mario Seidl vann i nordisk kombination.